# Franck Zio
Franck Zio, född 14 augusti 1971, är en friidrottare från Burkina Faso. Han deltog vid olympiska sommarspelen 1992 och olympiska sommarspelen 1996.